# معابد توکیو
در این نوشتار فهرست معابد مذاهب مختلف در کلانشهر توکیو آورده شده است.

## معبدهای مناطق ویژه توکیو

### معبدهای شینتو
جدول زیر معابد بزرگ شینتو را مناطق ویژه توکیو نشان می‌دهد.
| ترتیب | نام معبد                | نام معبد به ژاپنی | محل    | توضیحات | تصویر |
| ----- | ----------------------- | ----------------- | ------ | --- | ----- |
| ۱     | معبد تومی‌اوکا هاچیمانگو | 富岡八幡宮        | کوتو   | در سال ۱۶۲۷ میلادی ساخته شده و به داشتن گل‌های فوجی و ساکورا یا شکوفهٔ گیلاس شهرت دارد. جشن فوکاگاوا هر ساله حوالی روز پانزدهم اگوست در این معبد برگزار می‌شود. |       |
| ۲     | معبد یوشیما-تنمانگو     | 湯島天満宮        | بونکئو | در سال ۱۳۵۵ میلادی ساخته شده و به داشتن شکوفه آلو شهرت دارد.                                                                                                 |       |
| ۳     | معبد کاندا              | 神田神社          | چیودا  | در سال ۱۵۹۰ میلادی ساخته شده‌است. جشن کاندا هر دو سال یکبار در نزدیکترین روز شنبه به پانزدهم مه در این معبد برگزار می‌شود.                                     |       |
| ۴     | معبد میجی               | 明治神宮          | شیبویا | در سال ۱۹۲۰ میلادی ساخته شده و گل‌های زنبق و نیلوفر آن معروف‌است.                                                                                              |       |
| ۵     | معبد یاسوکونی           | 靖国神社          | چیودا  | در سال ۱۸۶۹ میلادی ساخته شده‌است. |       |
| ۶     | معبد آساکوسا            | 浅草神社          | تایتو  | در سال ۱۶۴۹ میلادی ساخته شده‌است. |       |
| ۷     | معبد هیه                | 日枝神社          | چیودا  | در سال ۱۴۷۸ میلادی ساخته شده‌است. جشن کاندا هر دو سال یکبار در نزدیکترین شنبه به پانزدهم مه در این معبد برگزار می‌شود.                                         |       |
| ۸     | معبد اوئنو توشوگو       | 上野東照宮        | اوئنو  | در سال ۱۶۲۷ میلادی ساخته شده‌است. |       |

### معبدهای بودائی
جدول زیر معابد بزرگ بودائی را مناطق ویژه توکیو نشان می‌دهد.
| ترتیب | نام معبد               | نام معبد به ژاپنی | محل       | توضیحات                                                                                 | تصویر |
| ----- | ---------------------- | ----------------- | --------- | --------------------------------------------------------------------------------------- | ----- |
| ۱     | معبد یوشیماسیدو        | 湯島聖堂          | بونکئو    | در سال ۱۶۳۰ میلادی ساخته شده‌است.                                                        |       |
| ۲     | معبد سنگاکوجی          | 泉岳寺            | میناتو    | در سال ۱۷۰۲ میلادی ساخته شده‌است. گل‌های آزالیا در باغ معبد به فراوانی یافت می‌شوند.       |       |
| ۳     | معبد سوجیجی            | 總持寺            | تاچیکاوا  | در سال ۸۲۶ میلادی ساخته شده‌است.                                                         |       |
| ۴     | معبد سنسوجی            | 浅草寺            | تایتو     | در سال ۶۲۸ میلادی ساخته شده و قدیمی‌ترین معبد توکیواست.                                  |       |
| ۵     | معبد کان‌ائیجی          | 寛永寺            | تایتو     | در سال ۱۶۲۵ میلادی ساخته شده و مساحت آن ۱۱۸ هکتار است. به داشتن گل‌های نیلوفر شهرت دارد. |       |
| ۶     | معبد کوگانجی           | 高岩寺            | توشیما    | در سال ۱۵۹۶ میلادی ساخته شده‌است.                                                        |       |
| ۷     | معبد زوجوجی            | 増上寺            | میناتو    | در سال ۱۳۹۰ میلادی ساخته شده و بخاطر داشتن گل‌های آزالیا معروف‌است.                       |       |
| ۸     | معبد تسوکیجی هونگانجی  | 本願寺築地別院    | چوئو      | در سال ۱۶۱۷ میلادی ساخته شده‌است.                                                        |       |
| ۹     | معبد ریوسنجی           | 瀧泉寺            | مگورو     | در سال ۸۲۶ میلادی ساخته شده‌است.                                                         |       |
| ۱۰    | معبد شیباماتاتایشاکوتن | 柴又帝釈天        | کاتسوشیکا | در سال ۱۶۲۹ میلادی ساخته شده‌است.                                                        |       |

## معبدهایمنطقه تامایتوکیو

### معبدهای شینتو
| ترتیب | نام معبد          | نام معبد به ژاپنی | محل  | توضیحات                                                                           | تصویر |
| ----- | ----------------- | ----------------- | ---- | --------------------------------------------------------------------------------- | ----- |
| ۱     | معبد اوکونیتاما   | 大國魂神社        | فوچو | در سال ۱۱۱ میلادی ساخته شده‌است.                                                   |       |
| ۲     | معبد موساشی‌میتاکه | 武蔵御嶽神社      | اومه | در سال ۹۱ پیش از میلاد ساخته شده‌است. این معبد در نزدیکی قلهٔ کوه میتاکه قرار دارد. |       |

### معبدهای بودائی
| ترتیب | نام معبد                          | نام معبد به ژاپنی | محل      | توضیحات                                                                                           | تصویر |
| ----- | --------------------------------- | ----------------- | -------- | ------------------------------------------------------------------------------------------------- | ----- |
| ۱     | معبد شیئوفونه‌کاننون               | 塩船観音寺        | اومه     | در سال ۶۴۵ میلادی ساخته شده و بخاطر داشتن گل‌های آزالیا معروف‌است.                                  |       |
| ۲     | معبد تاکائوسان–یاکوئواین          | 高尾山薬王院      | هاچی‌اوجی | در سال ۱۷۲۹ میلادی ساخته شده‌است. بهترین فصل برای دیدن این معبد در پاییز و در ماه دسامبر می‌باشد.   |       |
| ۳     | معبد کونگوجی یا معبد تاکاهاتافودو | 金剛寺            | هینوده   | در سال ۷۰۱ میلادی ساخته شده و گل‌های آجی‌سائی یا (به انگلیسی: Hydrangea) آن بسیار متنوع و معروف‌است. |       |
| ۴     | معبد جیندائیجی                    | 深大寺            | چوفو     | در سال ۷۳۳ میلادی ساخته شده‌است.                                                                   |       |